# FIBA European Championship 1994/95
Die Saison 1994/95 war die 38. Spielzeit der FIBA European Championship, die von der FIBA Europa veranstaltet und bis 1991 als FIBA Europapokal der Landesmeister bezeichnet wurde.
Den Titel gewann zum achten Mal Real Madrid aus Spanien.

## Format

### Teilnehmer
Es nahmen 40 Mannschaften am Wettbewerb teil, darunter der Titelverteidiger aus dem Vorjahr und die Meister sämtlicher nationalen Ligen.
Ligen, die Vertreter im letztjährigen Final Four hatten, durften bis zu drei Mannschaften teilnehmen lassen.

### Modus
- Erste und zweite Runde:
  - Die Sieger der Spielpaarungen der ersten und der zweiten Runde wurden in Hin- und Rückspiel ermittelt. Entscheidend war das gesamte Korbverhältnis beider Spiele. Die Sieger der zweiten Runde erreichten die Gruppenphase, in der 16 Mannschaften um den Einzug ins Viertelfinale kämpften. Direkt für die Gruppenphase qualifiziert war der Titelverteidiger sowie die Meister aus Italien, Jugoslawien und Spanien.
- Gruppenphase, Viertelfinale und Final Four
  - Es wurden zwei Gruppen mit je acht Mannschaften gebildet. Das Format war ein Rundenturnier, jeder spielte zweimal gegen jeden, sodass ein jedes Team 14 Spiele absolvierte. Die jeweils vier Besten jeder Gruppe erreichten das Viertelfinale. Das Viertelfinale wurde im „Best-of-Three“ ausgetragen. Dabei trafen die Gruppenersten auf die Gruppenvierten und die Gruppenzweiten auf die Gruppendritten der jeweils anderen Gruppe. Das erste Spiel fand in der Halle des jeweils schlechter Platzierten statt, dass zweite und falls nötig dritte Spiel in der Halle des Besserplatzierten. Die vier Sieger erreichten das Final Four, aus welchem der Sieger des Wettbewerbs hervorging.

## 1. Runde
- Hinspiele: 8. September 1994
- Rückspiele: 15. September 1994

|                          | Gesamt  |                          | Hinspiel | Rückspiel |
| ------------------------ | ------- | ------------------------ | -------- | --------- |
| Résidence                | 126:168 | Bioveta COOP Banka Brünn | 73:89    | 53:79     |
| Sloboda Dita             | 124:180 | Croatia Osiguranje       | 68:99    | 56:81     |
| Inpromservis Kiew        | 199:153 | Śląsk Wrocław            | 100:70   | 99:83     |
| BK Vita Tiflis           | 175:188 | ASK Brocēni              | 80:88    | 95:100    |
| Adelin Pogradec          | 151:222 | Baník Cígeľ Prievidza    | 78:99    | 73:123    |
| Honvéd Budapest          | 163:155 | KK Rabotnički Skopje     | 99:82    | 64:73     |
| KK Tallinn               | 168:199 | Kärcher Hisings-Kärra    | 70:105   | 98:94     |
| Thames Valley Tigers     | 174:156 | Lanèche Weert            | 96:94    | 78:62     |
| CS Dinamo Bukarest       | 129:190 | ZSKA Moskau              | 64:92    | 65:98     |
| Möllersdorf Traiskirchen | 133:178 | Hapoel Tel Aviv          | 75:86    | 58:92     |
| KTP Basket               | 157:197 | Fidefinanz Bellinzona    | 74:86    | 83:111    |

## Achtelfinale
- Hinspiele: 29. September 1994
- Rückspiele: 6. Oktober 1994

|                          | Gesamt  |                        | Hinspiel | Rückspiel |
| ------------------------ | ------- | ---------------------- | -------- | --------- |
| Bioveta COOP Banka Brünn | 109:155 | Limoges CSP            | 52:71    | 57:84     |
| Pezoporikos Larnaka      | 154:250 | FC Barcelona           | 95:122   | 59:128    |
| Croatia Osiguranje       | 142:155 | Bayer 04 Leverkusen    | 73:65    | 69:90     |
| Inpromservis Kiew        | 155:162 | Panathinaikos Athen    | 87:79    | 68:83     |
| ASK Brocēni              | 156:168 | Joventut de Badalona   | 77:68    | 79:100    |
| Baník Cígeľ Prievidza    | 157:208 | KK Cibona Zagreb       | 82:105   | 75:103    |
| Žalgiris Kaunas          | 150:207 | Scavolini Pesaro       | 77:91    | 73:116    |
| Honvéd Budapest          | 174:190 | Benfica Lissabon       | 85:94    | 89:96     |
| Kärcher Hisings-Kärra    | 144:173 | Efes Pilsen            | 81:85    | 63:88     |
| Thames Valley Tigers     | 138:180 | Buckler Beer Bologna   | 62:82    | 76:98     |
| ZSKA Moskau              | 178:166 | Olympique d’Antibes    | 104:77   | 74:89     |
| Hapoel Tel Aviv          | 148:152 | PAOK Thessaloniki      | 82:70    | 66:82     |
| Fidefinanz Bellinzona    | 111:144 | Maccabi Elite Tel Aviv | 49:55    | 62:89     |
| Smelt Olimpija           | 148:136 | Maes Flandria Mechelen | 85:61    | 63:75     |

## Gruppenphase
Bei Punktgleichheit zweier oder dreier Teams entschied nicht das Korbverhältnis, sondern der direkte Vergleich untereinander.
| - 1. Spieltag: 27. Oktober 1994 - 2. Spieltag: 3. November 1994 - 3. Spieltag: 24. November 1994 - 4. Spieltag: 1. Dezember 1994 - 5. Spieltag: 8. Dezember 1994 - 6. Spieltag: 15. Dezember 1994 - 7. Spieltag: 5. Januar 1995 | - 8. Spieltag: 12. Januar 1995 - 9. Spieltag: 19. Januar 1995 - 10. Spieltag: 26. Januar 1995 - 11. Spieltag: 2. Februar 1995 - 12. Spieltag: 9. Februar 1995 - 13. Spieltag: 16. Februar 1995 - 14. Spieltag: 23. Februar 1995 |

### Gruppe A
| Team                      | Sp | S  | N  | P+   | P-   |
| ------------------------- | -- | -- | -- | ---- | ---- |
| 1. Panathinaikos Athen    | 14 | 10 | 4  | 1059 | 982  |
| 2. Real Madrid            | 14 | 9  | 5  | 1052 | 989  |
| 3. ZSKA Moskau            | 14 | 9  | 5  | 1203 | 1162 |
| 4. Scavolini Pesaro       | 14 | 9  | 5  | 1148 | 1108 |
| 5. Maccabi Elite Tel Aviv | 14 | 8  | 6  | 1113 | 1104 |
| 6. PAOK Thessaloniki      | 14 | 6  | 8  | 1037 | 1046 |
| 7. Smelt Olimpija         | 14 | 3  | 11 | 1026 | 1102 |
| 8. Benfica Lissabon       | 14 | 2  | 12 | 970  | 1115 |

|          | Athen       | Madrid | Moskau      | Pesaro | Tel Aviv    | PAOK  | Smelt       | Lissabon |
| -------- | ----------- | ------ | ----------- | ------ | ----------- | ----- | ----------- | -------- |
| Athen    | *           | 77:64  | 101:77      | 87:72  | 63:62       | 72:63 | 79:66       | 80:60    |
| Madrid   | 66:68       | *      | 97:81       | 88:75  | 76:64       | 69:52 | 74:72 n. V. | 70:54    |
| Moskau   | 77:70       | 84:82  | *           | 85:86  | 87:78       | 85:73 | 94:80       | 103:61   |
| Pesaro   | 92:69       | 89:76  | 75:92       | *      | 79:74 n. V. | 82:70 | 81:75       | 88:75    |
| Tel Aviv | 92:91 n. V. | 93:85  | 92:89 n. V. | 80:75  | *           | 75:84 | 79:61       | 86:75    |
| PAOK     | 80:70       | 57:73  | 80:81       | 84:73  | 79:62       | *     | 85:66       | 74:68    |
| Smelt    | 62:65       | 61:66  | 85:88 n. V. | 84:87  | 79:86       | 87:81 | *           | 64:56    |
| Lissabon | 49:67       | 62:66  | 102:80      | 69:88  | 81:90       | 77:75 | 81:84       | *        |

### Gruppe B
| Team                    | Sp | S  | N  | P+   | P-   |
| ----------------------- | -- | -- | -- | ---- | ---- |
| 1. Limoges CSP          | 14 | 10 | 4  | 983  | 911  |
| 2. Olympiakos Piräus    | 14 | 9  | 5  | 1086 | 958  |
| 3. KK Cibona Zagreb     | 14 | 8  | 6  | 1049 | 1060 |
| 4. Buckler Beer Bologna | 14 | 8  | 6  | 1072 | 1023 |
| 5. Efes Pilsen          | 14 | 8  | 6  | 900  | 912  |
| 6. FC Barcelona         | 14 | 8  | 6  | 1095 | 1079 |
| 7. Bayer 04 Leverkusen  | 14 | 4  | 10 | 1009 | 1100 |
| 8. Joventut de Badalona | 14 | 1  | 13 | 923  | 1074 |

|            | Limoges     | Piräus      | Zagreb | Bologna | Pilsen | Barcelona | Leverkusen | Badalona |
| ---------- | ----------- | ----------- | ------ | ------- | ------ | --------- | ---------- | -------- |
| Limoges    | *           | 66:59       | 81:63  | 68:60   | 76:57  | 69:57     | 63:47      | 76:67    |
| Piräus     | 73:76       | *           | 101:69 | 89:64   | 56:79  | 99:78     | 82:70      | 84:53    |
| Zagreb     | 76:69       | 60:69       | *      | 75:79   | 79:59  | 97:84     | 84:94      | 71:69    |
| Bologna    | 74:59       | 72:68       | 84:86  | *       | 68:54  | 102:90    | 94:80      | 96:77    |
| Pilsen     | 64:69       | 42:77       | 67:62  | 54:48   | *      | 81:76     | 77:66      | 61:46    |
| Barcelona  | 84:81       | 79:64       | 70:74  | 76:70   | 61:53  | *         | 75:64      | 104:84   |
| Leverkusen | 74:69       | 75:89       | 74:90  | 87:80   | 58:68  | 77:87     | *          | 70:53    |
| Badalona   | 56:61 n. V. | 75:76 n. V. | 60:63  | 60:81   | 70:84  | 64:74     | 89:73      | *        |

## Viertelfinale
- 1. Spiel: 9. März 1995
- 2. Spiel: 14. März 1995
- 3. Spiel: 16. März 1995

|                                            | Serie | 1     | 2     | 3     |
| ------------------------------------------ | ----- | ----- | ----- | ----- |
| Buckler Beer Bologna – Panathinaikos Athen | 1:2   | 78:65 | 55:63 | 56:99 |
| KK Cibona Zagreb – Real Madrid             | 0:2   | 78:82 | 70:82 | —     |
| Scavolini Pesaro – Limoges CSP             | 1:2   | 68:55 | 66:79 | 72:82 |
| ZSKA Moskau – Olympiakos Piräus            | 1:2   | 95:65 | 77:86 | 54:79 |

- Vor dem entscheidenden dritten Spiel zwischen Moskau und Piräus in Athen kam es zu einem bemerkenswerten Zwischenfall. Mehrere Spieler Moskaus fielen während des Abschlusstrainings in Ohnmacht und mussten ins Krankenhaus, Nikita Morgunow fiel sogar kurzzeitig ins Koma. Später wurden in Wasserflaschen chemische Substanzen festgestellt. ZSKA hatte am Spieltag nur fünf einsatzfähige Spieler, ab der 25. Minute spielten die Russen nur noch zu Viert und ab der 35. Minute nur noch zu Dritt, da zwei Spieler zu viele Fouls begingen. Da ZSKA nie eine Untersuchung des Vorfalls beantragte, wurden die Geschehnisse nie aufgeklärt.

## Final Four

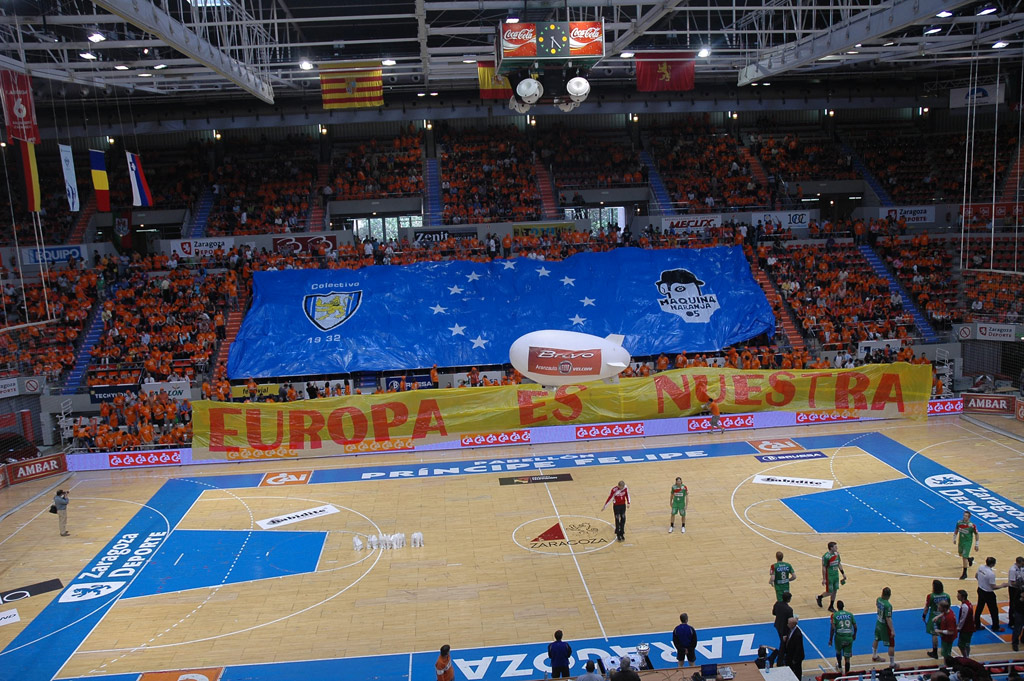
Príncipe Felipe Arena

Das Final Four fand vom 11. bis 13. April 1995 in der Príncipe Felipe Arena in Saragossa, Spanien, statt.

### Halbfinale
Die Halbfinalspiele fanden am 11. April 1995 statt.
|                     | Ergebnis |                   |
| ------------------- | -------- | ----------------- |
| Real Madrid         | 62:49    | Limoges CSP       |
| Panathinaikos Athen | 52:58    | Olympiakos Piräus |

### Spiel um Platz 3
Das Spiel um Platz 3 fand am 13. April 1995 statt.
|             | Ergebnis |                     |
| ----------- | -------- | ------------------- |
| Limoges CSP | 77:91    | Panathinaikos Athen |

### Finale
| Paarung           | Real Madrid – Olympiakos Piräus |
| Ergebnis          | 73:61 |
| Datum             | 13. April 1995 |
| Halle             | Príncipe Felipe Arena, Saragossa |
| Zuschauer         | 11.000 |
| Real Madrid       | José Miguel Antúnez 12 Punkte, Javier García Coll 2, Ismael Santos 7, Joe Arlauckas 16, Arvydas Sabonis 23, José Lasa 1, Pep Cargol 6, Antonio Martín Espina 6 Trainer: Željko Obradović |
| Olympiakos Piräus | Milan Tomić 3, Georgios Sigalas 10, Eddie Johnson 9, Oleksandr Wolkow 15, Panagiotis Fasoulas, Efthymis Bakatsias 2, Franko Nakić 15, Dragan Tarlać 7 Trainer: Giannis Ioannidis         |

### Auszeichnungen

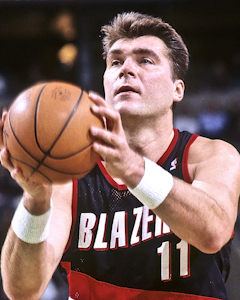
Final Four MVP und Topscorer: Arvydas Sabonis

#### Alphonso Ford Top Scorer Trophy (Topscorer Saison)
- Predrag Danilović (Buckler Beer Bologna)

#### Final FourMVP
- Arvydas Sabonis (Real Madrid)

#### Topscorer des Endspiels
- Arvydas Sabonis (Real Madrid): 23 Punkte

#### All-Final Four Team
- José Miguel Antúnez (Real Madrid)
- Ismael Santos (Real Madrid)
- Eddie Johnson (Olympiakos Piräus)
- Joe Arlauckas (Real Madrid)
- Arvydas Sabonis (Real Madrid)